# Britney Schmidt
Britney Schmidt (nacida en 1982/1983) es una científica de la Tierra y astrobióloga estadounidense de la Universidad de Cornell. Ha realizado investigaciones sobre el derretimiento de las plataformas de hielo en la Antártida y ha estudiado  Europa, la luna de Júpiter.
En 2023, fue incluida en la lista Time 100 de las personas más influyentes del mundo por su investigación sobre el glaciar Thwaites. Anteriormente trabajó en Georgia Tech y ha estado involucrada en proyectos con la NASA.Se formó en la Universidad de Arizona y la Universidad de California en Los Ángeles .

## Biografía
Britney Schmidt nació en 1982 o 1983,  y creció en Tucson, Arizona. Entró en la Universidad de Arizona en el año 2000, donde tenía la intención de estudiar agricultura e inglés. Cambió sus estudios graduándose en Arizona y con una licenciatura en física en 2005. Cinco años más tarde obtuvo un doctorado en geofísica y física espacial de la Universidad de California, Los Ángeles. En 2011,  trabajó como investigadora postdoctoral en la Universidad de Texas en Austin, en su Instituto de Geofísica.
De 2013 a 2021 enseñó ciencias de la tierra y la atmósfera en Georgia Tech, primero como profesora asistente y a partir de 2019 como profesora asociada. En 2021 fue contratada para trabajar en la Universidad de Cornell como profesora asociada de astronomía, ciencias de la tierra y la atmósfera. A partir de 2023, es profesora asociada de astronomía en la Facultad de Artes y Ciencias de la Universidad de Cornell y de ciencias de la tierra y la atmósfera en la Facultad de Ingeniería de la Universidad de Cornell. Desde 2016, Schmidt ha formado parte de la junta directiva de The Planetary Society.

## Proyectos
La investigación de Schmidt se centra tanto en las ciencias terrestres como en las planetarias. Su trabajo sobre los océanos polares y las plataformas de hielo proporciona información sobre los importantes impactos del cambio climático y también orienta su trabajo sobre los mundos helados del Sistema Solar exterior.

### Investigación espacial
Comenzó a estudiar Europa, una luna de Júpiter conocida por tener vastos océanos, mientras era estudiante de grado en Arizona. Allí, trabajó con un profesor en estudios de la litosfera de la luna. Cuando era estudiante de posgrado en UCLA, trabajó con Christopher Russell en la misión de la nave espacial Dawn y continuó la investigación sobre Europa. Trabajó en un equipo en la Universidad de Texas como posdoctorado que encontró evidencia de un vasto lago en la superficie de la luna.
Mientras estuvo en Georgia Tech, continuó investigando Europa, centrándose particularmente en la posibilidad de que hubiera vida en la luna y estudiando la presencia de " terreno caótico " allí. Como parte de esta investigación, comenzó a desarrollar "Icefin", un robot que podría desplazarse bajo el agua y recopilar información, con la intención final de enviar el robot a Europa.

### Investigación sobre las plataformas de hielo
Schmidt también utilizó Icefin en investigaciones en la Antártida, estudiando cómo las plataformas de hielo respondían al cambio climático.
En 2020, junto con un equipo de científicos utilizaron Icefin en el glaciar Thwaites, perforando un agujero de 600 metros (2000 pies) a través del hielo para llegar debajo del glaciar. La investigación continuó sobre la plataforma de hielo en Cornell, y a principios de 2023 copublicó un artículo sobre los datos que Icefin había recopilado sobre el glaciar Thwaites. El robot descubrió que el agua caliente estaba permeando las partes débiles del glaciar, lo que potencialmente exacerbaba la amenaza de que se derritiera. También encontraron una tasa de derretimiento menor a la estimada anteriormente.
En 2023, fue incluida en la lista Time 100 de las personas más influyentes del mundo junto a Peter Davis por su investigación sobre el glaciar Thwaites, y en septiembre de 2024 fue  galardonada con los Premios Blavatnik para Jóvenes Científicos.